# Cargos à voile
Les cargos à voile sont des voiliers affectés au transport de marchandises. Unique solution de transport jusqu'au XIXe siècle, ils sont alors progressivement abandonnés au profit des cargos à propulsion mécanique utilisant des énergies fossiles, avant de connaître un regain d'intérêt au XXIe siècle du fait de la lutte contre le réchauffement climatique imputable aux émissions de gaz à effet de serre. Outre la création de quelques navires en exploitation, le secteur maritime connait une forte activité de recherche en la matière, portant aussi bien sur des voiles traditionnelles que sur des voiles rigides ou de type cerf-volant, dans le cadre de propulsions à la voile pure ou hybride.

## Historique
Depuis le XIXe siècle, le transport de marchandises par voie maritime est assuré par des bateaux à propulsion mécanique (Machine thermique).
En 2020, le transport maritime représente 3 % des émissions de gaz à effet de serre (GES) mondiales. Avec près de 90 % des marchandises transportées par la mer, son empreinte environnementale devrait passer à 17 % d'ici 2050,. En plus des gaz à effet de serre, les moteurs des navires émettent des particules fines d'oxyde de soufre.
Dans une optique de lutter contre le réchauffement climatique, l'intérêt se porte de plus en plus vers les transports de marchandises par voilier ou des navires à propulsion mixte car les manœuvres d'accostage et d'appareillage, ne pourront très certainement pas se faire à la voile uniquement.
En 1980, le Shin Aitoku Maru (de), cargo à moteur et à voiles, est entré en service. D'autres vraquiers sur ce modèle on circulé dans les années 80 et 90, comme l'Usuki Pioneer (de) ou l'Aqua City (de).
En 2013, l'ingénieur norvégien Terje Lade sur la base d'une modélisation faite à l’Université de Cranfield (Royaume-Uni) propose un cargo à voile dit Vindskip « bateau à vent » dont la coque fine et très élevée serait sa propre voile et pourrait à une vitesse moyenne de 14 nœuds diminuer sa consommation de 60 % par rapport à un cargo classique, et diminuer ses émissions polluantes de 80 %.
De 2012 à 2015, le projet européen SAIL a étudié le concept d'un navire hybride.
En 2019, Wind Ship, une association internationale de porteurs de projets dans le domaine du transport maritime à voile, est créée,.
En 2023, est créé CARGO, un cluster qui fédère les acteurs de la recherche dans la région nantaise sur la décarbonation du transport maritime.

## Avantages et inconvénients des cargos à voile
Les voiliers-cargos permettent plus de 95% de réduction des émissions de CO2 par rapport à des porte-conteneurs à propulsion fossile.
Les cargos à voile, de plus petite taille que les cargos à moteur, peuvent décharger dans des ports de proximité qui ne peuvent pas accueillir les gros porte-conteneurs, ce qui favorise encore la réduction des émissions de CO2.
Par contre, les cargos à voile, limités en taille  transportent moins de cargaison que les cargos à moteur et nécessitent un équipage plus important ; le coût de main d'œuvre par tonne transportée est plus élevé. Les conditions météo rencontrées au cours du voyage peuvent engendrer des retards importants sur les prévisions.

## Voiliers du patrimoine

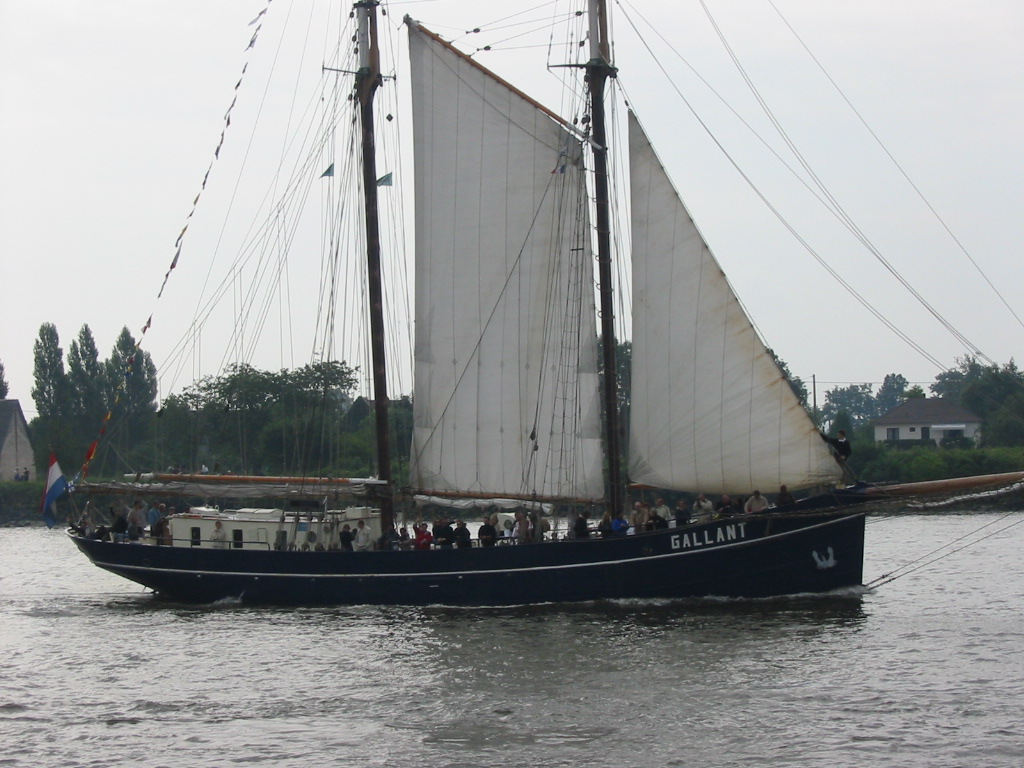
Le Gallant - Armada de Rouen 2003.

Des voiliers anciens ou des répliques sont utilisés pour le transport de marchandises dès la fin du XXe siècle :
- le Tres Hombres depuis 2009
- Lun II
- Grayhound
- De Galant (naufrage en 2024)
- Avontuur

## Construction de voiliers
La Compagnie SeaFret Caraïbes a, depuis 2012, un projet de construction d'un voilier pour le transport inter-îles dans les Antilles.
La société Grain de Sail (torréfaction de café et chocolaterie) importe ses matières premières à la voile. Elle a fait construire un premier voilier, Grain de Sail, mis à l'eau en 2020, et un autre, Grain de Sail II de 52 m, mis à l'eau en 2024.
La société TOWT (Trans Oceanic Wind Transport) après avoir utilisé des voiliers du patrimoine pour le transport de marchandises se lance dans la construction de voiliers à plus grande échelle. Elle a commandé 2 voiliers de 81 m aux chantiers Piriou de Concarneau. Ces navires transporteront 1000 t de fret du Havre à New-York. L' Anemos effectue sa première traversée en août 2024. L' Artemis, construit  au Vietnam est livré à Concarneau en août 2024. TOWT a commandé 6 voiliers de plus en 2024. Elle vise de constituer la plus grande flotte de voiliers-cargos au monde d'ici 2027 ou 2028, avec un chiffre d'affaires de 60 millions d'euros et la création de 150 emplois directs.

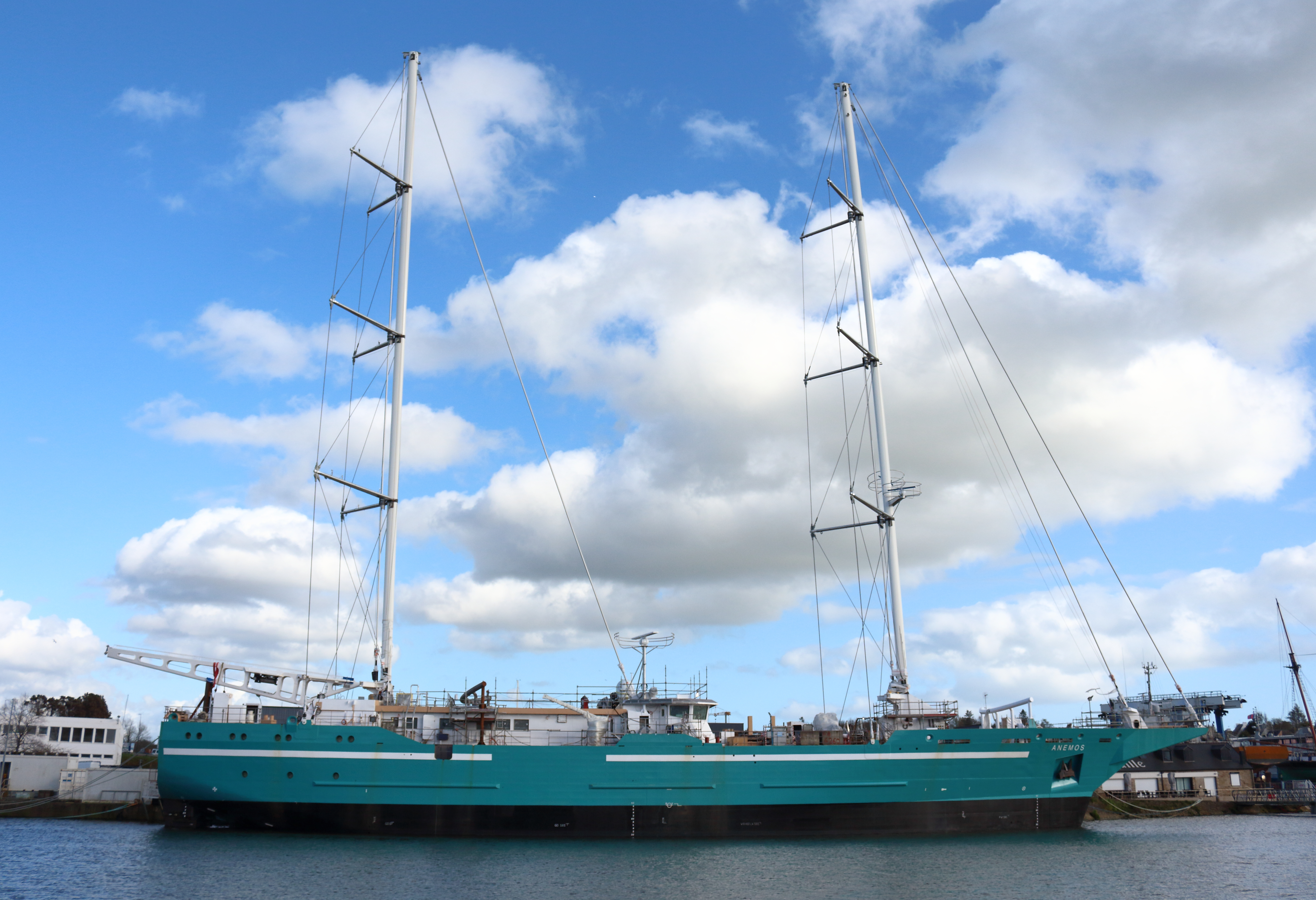
Le voilier cargo Anemos dans le port de Concarneau lors de sa mise à l'eau en 2024

En 2022 est créée la coopérative Windcoop qui a un projet de porte-conteneur à voile de 89 m et souhaite ouvrir dès 2026 une route maritime entre Marseille et Madagascar. Elle a choisi également les chantiers Piriou pour ce projet,.
La société nantaise Néoline a un projet de voilier de 136 m à propulsion principalement vélique, le Neoliner, qui devrait être mis à l'eau en 2025,.
La société Vela sail for goods (dont un des associés est François Gabart) a un projet de cargo à voile qui devrait être livré en 2026 (et de quatre autres prévus pour 2028). Il sera construit sur un site aux Philippines du chantier australien Austral sur des plans de l'architecte VPLP. Les mâts, voiles et gréements seront fabriqués en France. Le bateau de 67 m de long, basé à Bayonne, rejoindra les États-Unis en 8-10 jours avec 500 tonnes de marchandises en palettes.

## Navires avec assistance vélique
La pollution de l'air, l'émission de gaz à effet de serre, le coût des combustibles fossiles ont poussé le monde du transport à utiliser une assistance vélique sur les navires existants. Connu internationalement sous l'acronyme WAPS de l'anglais wind assisted propulsion system  ce système d'assistance permettrait de réduire de 10 à 35 % la consommation de combustible, en attendant qu'une éventuelle nouvelle technologie se développe. De son côté l'OMI vise la neutralité carbone aux alentours de 2050.
Les ponts des navires, la fréquentation de terminaux dédiés, les routes habituellement empruntées ainsi que les conditions météorologiques, n'autorisent pas l'utilisation de toutes sortes de techniques. Quelques entreprises se sont lancées dans la recherche, quelques armateurs acceptent de faire des essais ou s'allient au concepteur.
Projets exemples :
- Trade Winds 2500 du bureau d'études VPLP[22]
- Plusieurs projets de Zéphyr et Borée (Le Meltem, le Williwaw etc.)[23]
- Wisamo, une filiale de Michelin, a développé un projet de voile gonflable adaptable sur les cargos à moteur[24].

### Cerf-volant de traction
- Fin 2007, la société SkySails monte un système de cerf-volant de traction marine sur le navire Beluga SkySails.
- En 2022, un test de traction avec une voile de type kite de 500 m2, de la societé Airseas basée à Nantes (reprise par le japonais K Line début 2024[25]), est effectué sur le Ville de Bordeaux, conçu pour transporter des éléments d'AIRBUS. L'essai est un succès[26] mais n'est pas poursuivi.
- En 2024, l'entreprise Beyond The Sea, réalise un partenariat avec la marine nationale française pour équiper des remorqueurs de haute mer Abeilles avec un kite (NB : ces remorqueurs sont affrètés).

### Ailes rigides
- La société Ayro, rebaptisée Oceanwings en 2024, commercialise des ailes semi-rigides à adapter sur les cargos motorisés[27].
- Un nouvel essai a été réalisé en 2023 sur le Ville de Bordeaux avec cette fois-ci des ailes rigides . Mené en collaboration avec l’entreprise espagnole Bound4blue qui a développé des ailes verticales nommées Esail[28].

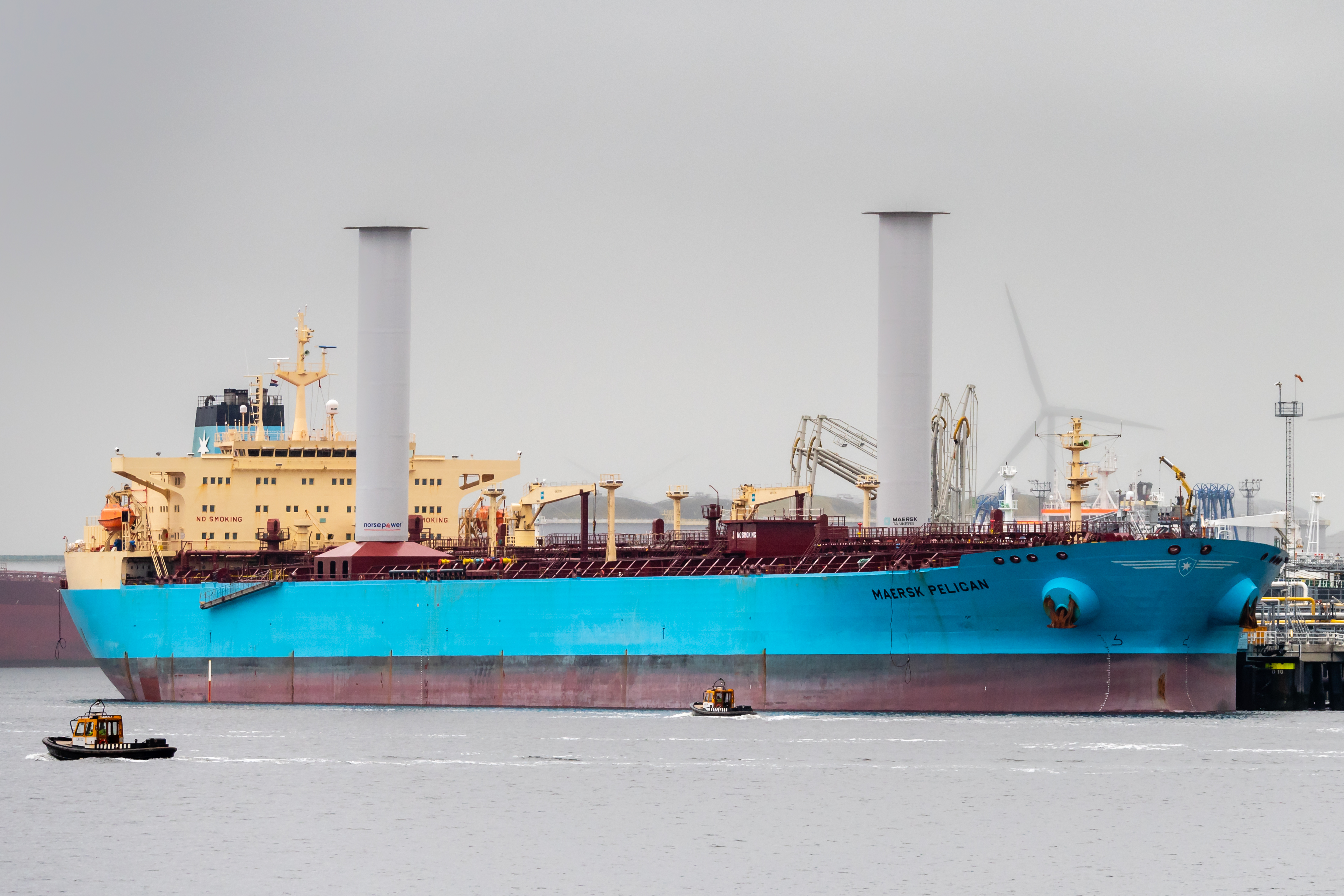
Le Maersk Pelican (IMO : 9319686) équipé de rotors Norsepower.

### Rotors Flettner et turbovoiles
Les profils aspirés (autre terme de la turbovoile) sont dotés d'un aspirateur.
Les rotors Flettner nécessitent également une source d'énergie.
- la société Anemoi a développé une solution de rotors Flettner qui permet de réduire la consommation de carburant des cargos à moteur[29],[30],[31].

- la société Norsepower[32] a développé le même type de procédé et a ouvert en novembre 2024 une usine à Dafeng en Chine pour une production de 50 rotors/an [33],[34].

- le cargo Néerlandais Ankie est équipé en 2020 de turbovoiles qui permettent de réduire la consommation de carburant[35].

- le cargo Sea Zhoushan (Numéro IMO: 9844112) minéralier long de 340 m porte cinq rotors de 4 m de diamètre et de 25 m de hauteur sur son pont. Ces rotors sont inclinables si besoin pour accoster aux postes de chargement/déchargement ou autre nécessité[36],[37].

## Transports spécialisés

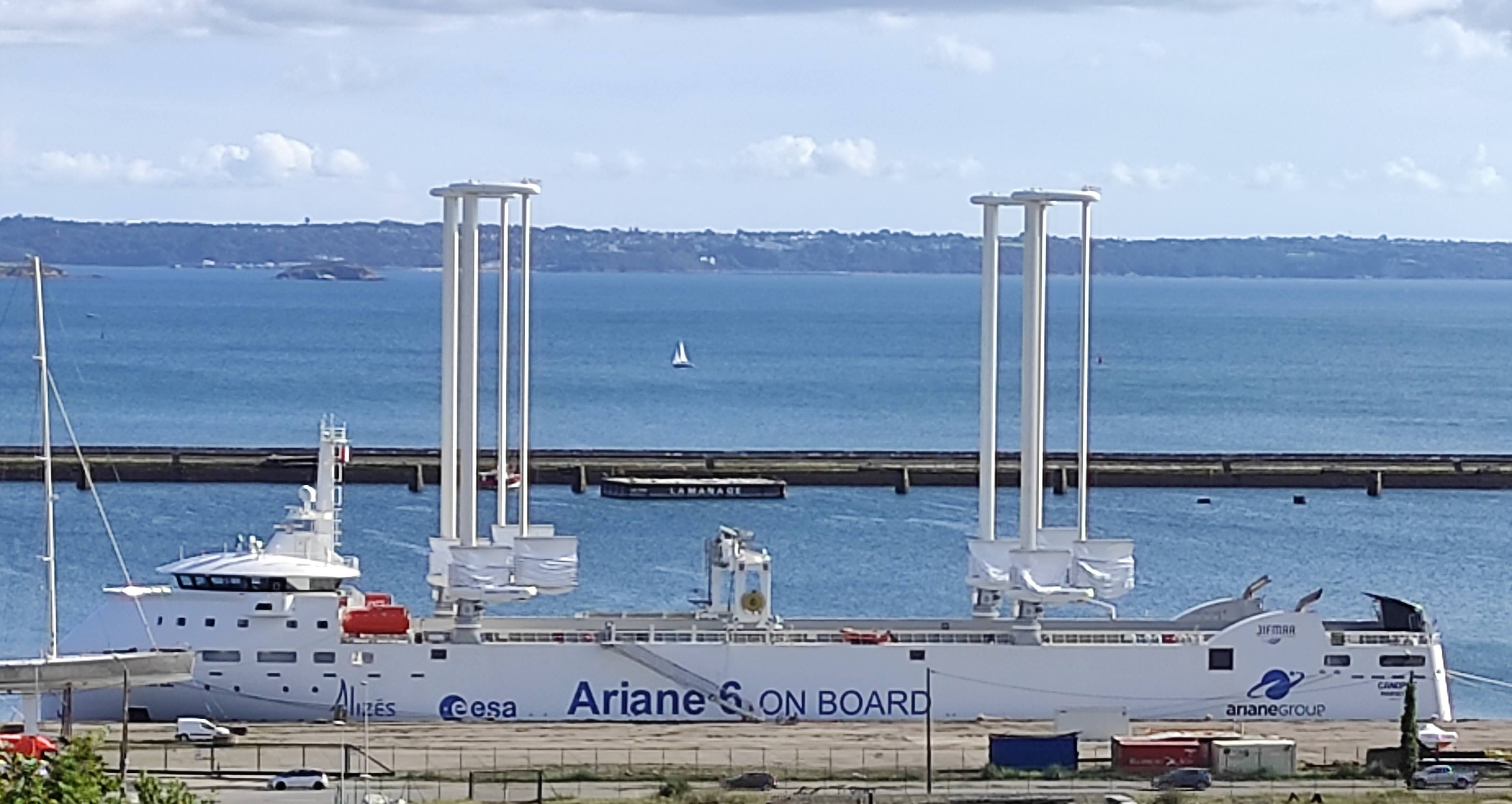
Le Canopée à Brest (2023).

Le Canopée, un bateau à propulsion mixte, équipé d'ailes rigides verticales, a été conçu spécialement pour le transport des éléments de la fusée Ariane 6.

## Comparatif
| Nom du navire     | Société                   | Port en lourd | EVP | Mise en service (année) |
| ----------------- | ------------------------- | ------------- | --- | ----------------------- |
| Grain de Sail I   | Grain de Sail             | 50            |     | 2020                    |
| Grain de Sail II  | Grain de Sail             | 350           |     | 2024                    |
| Grain de Sail III | Grain de Sail             | 2800          |     | 2027                    |
| Anemos            | TOWT                      | 1100          |     | 2024                    |
| Artemis           | TOWT                      | 1100          |     | 2024                    |
| Atlantis          | TOWT                      | 1100          |     | 2026                    |
| Vela              | VELA sail for goods       | 714           |     | 2026                    |
| Neoliner Origin   | Neoline                   | 6300          | 265 | 2025                    |
| SV Juren Ae       | KR                        | 320           |     | 2024                    |
| Windcoop          | Windcoop                  |               | 210 | 2027,                   |
| Canopée           | Zéphyr & Borée            | 5400          |     | 2023                    |
| MS Onego Deusto   | Beluga Fleet Mgmt & Co KG |               | 474 | 2008                    |
| MV FehnPollux     | Fehn Ship                 | 4211          | 221 | 1996                    |

### Pages connexes
- TOWT
- Rotor Flettner
- Turbovoile
- Alcyone
- Cargo
- Transport maritime